# Josse Allard
Pour les articles homonymes, voir Allard.
Le baron Josse Allard (né à Bruxelles le 9 mai 1868 et mort également à Bruxelles le 26 avril 1931) est un banquier et homme d’affaires belge. Il est le fils de Victor Allard et est l’un des plus grands financier de Bruxelles, 

## Biographie
Josse Allard, né à Bruxelles le 9 mai 1868, est le fils de Victor Allard, banquier, diplomate et homme politique belge et d’Emma Faignart. Il épouse Marie-Antoinette Calley Saint Paul de Sinçay le 8 juillet 1901, fille d’Adrien-Gaston Calley Saint-Paul de Sinçay et de la comtesse russe Hélène Bloudoff. Cinq enfants naissent de leur union. Leurs filles Suzanne et Colette épousent respectivement le comte Jacques de Lalaing[Lequel ?] et le comte Henri Van Der Noot.
Josse Allard suit les cours du collège de Vaugirard en France puis à l’Université catholique de Louvain en Belgique. Au terme de ses études, il accomplit un stage à Paris auprès de la banque d’affaires familiale. En 1891, de retour en Belgique, il reprend, à l'âge de 23 ans, la suite des affaires, en changeant le nom de la banque familiale qui devient Banque Josse Allard.

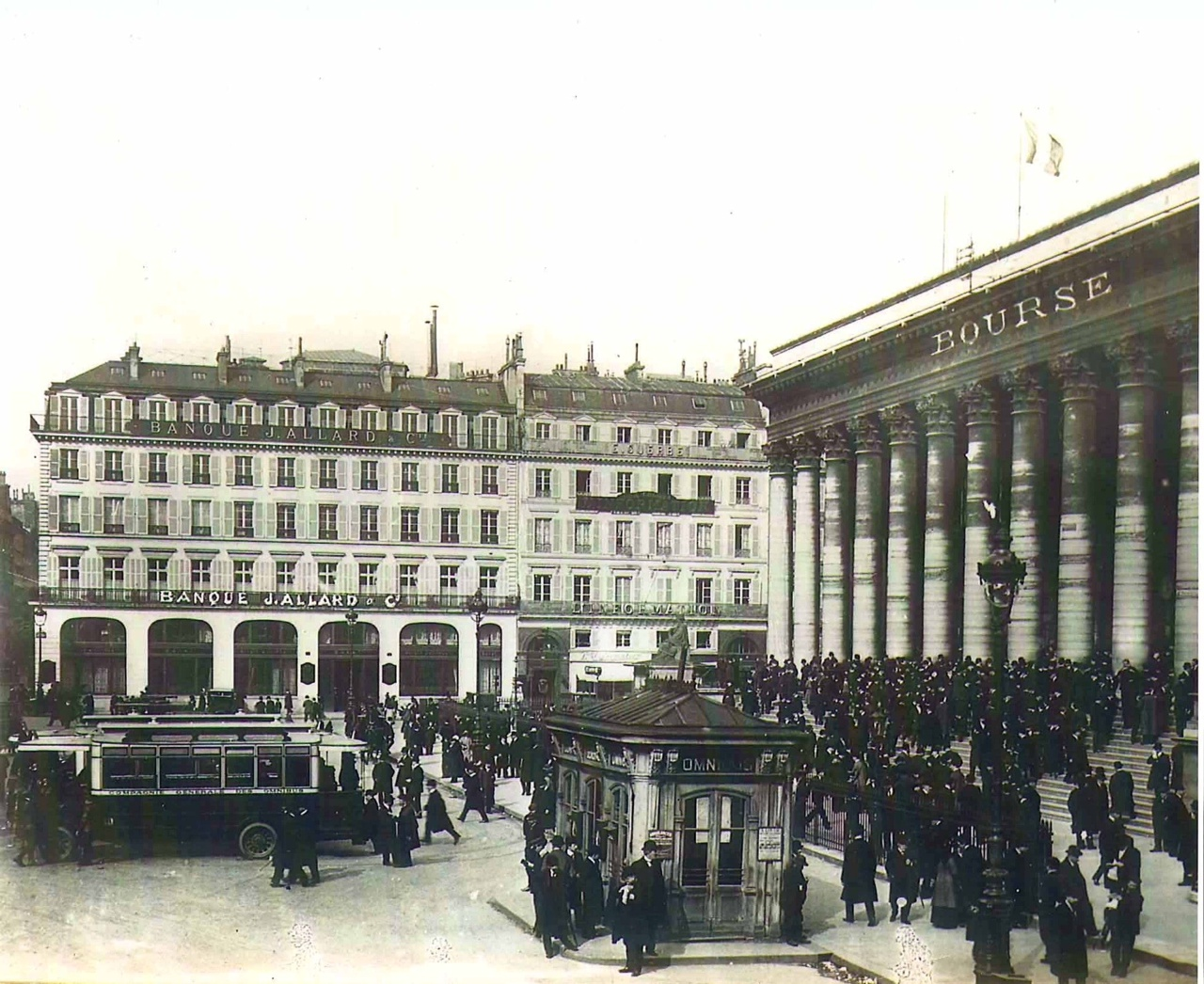
La Banque Josse Allard, à Paris

La banque Josse Allard se développe alors à très grande échelle. Elle aide à créer de nombreuses entreprises belges, coloniales et étrangères. Josse Allard est alors très présent dans l'activité économique mondiale de l'époque. Peu à peu, il entre dans les conseils d’administration de 70 sociétés. Deuxième actionnaire de la Sofina, il est administrateur de cette entreprise et de la Banque belge de Chemin de fer, ainsi que d’une dizaine de sociétés des tramways, principalement européennes. Il préside certaines d’entre elles, telles que la Société Générale de Tramway, de Transport et d’Electricité à Smyrne. Le secteur dans lequel il s’engagea le plus activement fut celui des colonies. Associé à la Société Générale Africaine, à la Banque de Commerce Sino-belge et à la Banque du Congo belge en 1909, il fut administrateur de ces  maisons et de nombreuses autres sociétés, parmi lesquelles la Société des Mines d’Or du Katchtar, en 1897, ou la Compagnie Immobilière d’Égypte, en 1900. Son engagement dans la colonie belge apparut avec la fin de l’État indépendant du Congo et prit son essor après la Première Guerre mondiale.
Douze sociétés aux objets les plus divers lui ouvrirent les portes de leur conseil d’administration. Josse Allard présida la Société Commerciale et Minière du Congo, les Chemins de Fer Vicinaux du Congo, les Messageries Automobiles du Congo et la Société Commerciale et Immobilières de l’Uélé. Président du Crédit Anversois, il s’intéressa également à un autre secteur de pointe en apportant son concours à plusieurs sociétés d’électricité, parmi lesquelles l’A.E.G. Union électricité, la Société  Internationale d’Énergie Hydroélectrique. Josse Allard présida par ailleurs les Pétroles de Roumanie. D’autres entreprises aux horizons diversifiés le comptèrent parmi leurs administrateurs. Ainsi, s’associant aux Beauduin dans leur volonté d’expansion de l’industrie sucrière, Josse Allard présida notamment dans la Société Générale de Sucrerie  et Raffinerie en Roumanie, dès sa constitution.
Josse Allard a également créé le support monétaire, en exécutant de nombreuses frappes nationales, congolaises et étrangères, rendant ainsi l’atelier bruxellois célèbre. Il avait, en effet, été nommé directeur de la fabrication à la Monnaie royale de Belgique, par arrêté royal du 30 juin 1894, succédant, comme dans la maison de la banque familiale, à son oncle ; Alphonse Michaux assure la direction artistique de la gravure. Par ailleurs, Josse Allard s’investit auprès du Comité de Secours et d’Alimentation de la Commission for Relief in Belgium.

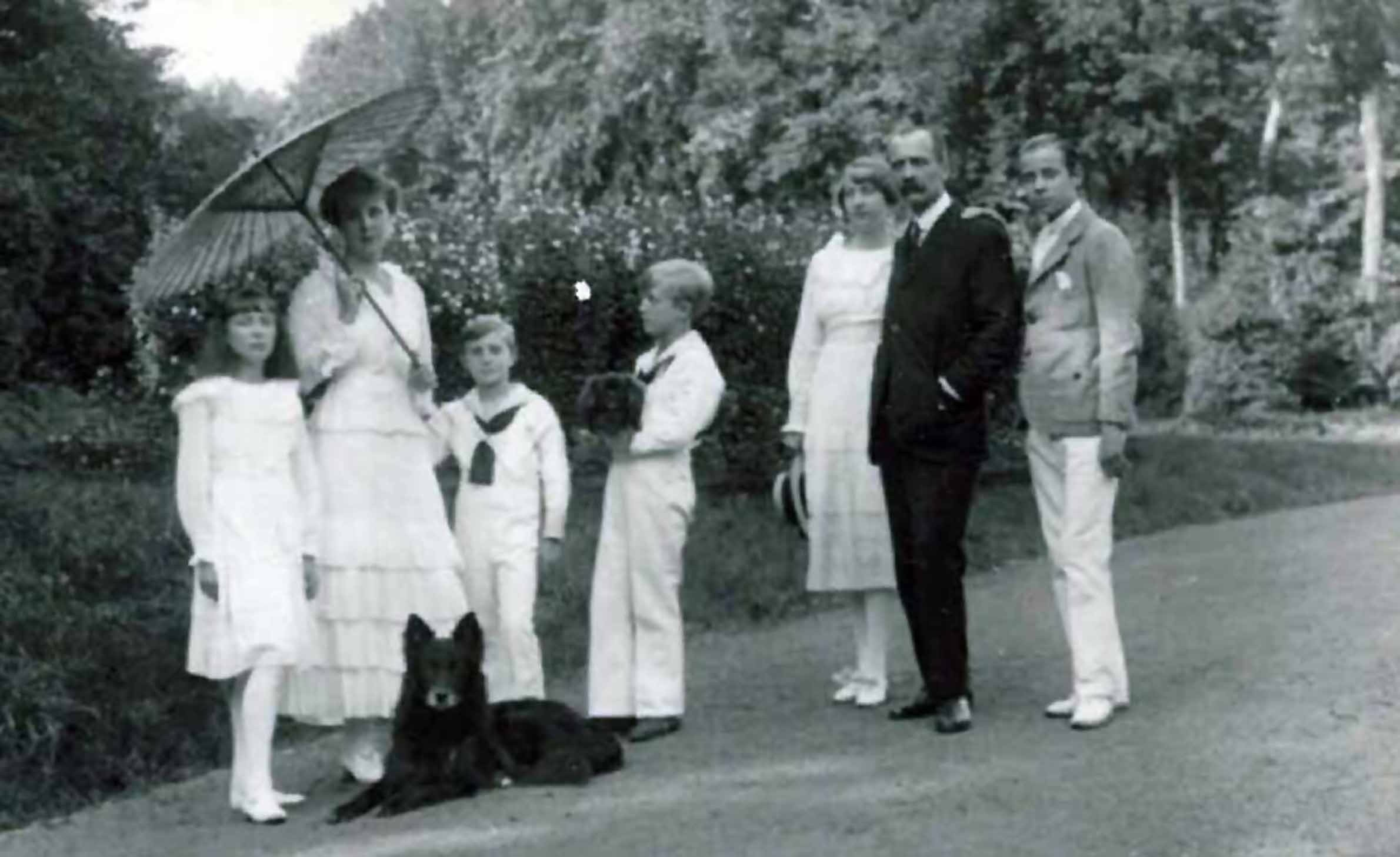
La famille Allard. De gauche à droite: Colette, Marie-Antoinette Calley Saint Paul de Sinçay, Olivier, Antoine, Suzanne, Josse Allard et le fils ainé Josse-Louis

Après la Première Guerre mondiale, l’atelier bruxellois des Allard, mondialement connu était à son apogée. Outre les frappes pour le Congo et le Luxembourg, Allard et Compagnie traitait une multitude de pays : Brésil, Bulgarie, Égypte, Grèce, Pologne, Portugal, Roumanie, Russie, Salvador, Siam, et Yougoslavie. En 1912, à la mort de son père, Victor Allard, Josse Allard ne fut pas candidat à la reprise de la Banque Nationale, il préféra se recentrer sur la banque Allard et l’administration de sociétés financières. C’est alors que l’État belge reprit le contrôle de la monnaie.
Il s’éteint d’une crise cardiaque à l’âge de 62 ans. À la suite de son décès à Bruxelles le 26 avril 1931, ses funérailles sont célébrées à la cathédrale Saints-Michel-et-Gudule à Bruxelles et il est inhumé au cimetière d'Uccle.
Son fils ainé, Josse-Louis Allard reprendra les affaires familiales jusqu'à sa mort prématurée. C'est alors son deuxième fils Antoine Allard qui reprendra le flambeau.

## Hommages et distinctions
Lorsqu’il est anobli en 1929, Josse Allard reçoit concession de noblesse et titre de baron, en remerciement des services rendus à son pays. Il choisit la devise « Le repos rouille » (« rust roest »). Ses intimes parlaient d’une puissance de travail véritablement exceptionnelle, doublée d’un grand mécène et d’un important philanthrope.
La distinction suivante lui a été attribuée :
- Grand officier de l'ordre de la Couronne d'Italie (en 1923).

## Généalogie
- Josse Allard, fils de Victor Allard et d’Emma Faignart épousa Marie-Antoinette Calley Saint-Paul de Sinçay, fille de Gaston Saint-Paul de Sinçay. Ils eurent cinq enfants :
  - Suzanne Allard (1902-1987) qui épousa le comte Jacques de Lalaing (1889-1969)
  - Josse-Louis Allard (1903-1939), ingénieur des mines, qui a épousé Salvadora Hedilla del Campo (1917-1940)
  - Colette Allard (1905-1982), qui épousa le comte Henri van der Noot d'Assche (1902-1952)
  - Antoine Allard (1907-1981), le fondateur et président d'Oxfam Belgique, qui épousa Elena Schott
  - Olivier Allard (1910-1981), qui épousa Marguerite Ozil.

## Sources
- Guillaume Verlinde, « Josse Allard » dans Biographie nationale de Belgique, Tome XXX, Bruxelles, 1958
- Oscar Coomans de Brachène, « État present de la noblesse belge », Annuaire de 2003, Bruxelles, 2003
- Journal Le Soir, article « Fortunes de Belgique »[source insuffisante]